# Вылыс-Ванъёль
Вылыс-Ванъёль, Верх. Ванъёль — река в России, протекает по территории Троицко-Печорского района Республики Коми. Устье реки находится в 21 км по правому берегу реки Когель. Длина реки составляет 19 км.
Исток реки в восточной части болота Когельнюр в 30 км к северо-западу от посёлка Приуральский. Течёт на юг, именованных притоков не имеет. Всё течение проходит в ненаселённой, холмистой, частично заболоченной тайге. Впадает в Когель в 19 км к северо-западу от посёлка Приуральский.

## Данные водного реестра
По данным государственного водного реестра России относится к Двинско-Печорскому бассейновому округу, водохозяйственный участок реки — Печора от истока до водомерного поста у посёлка Шердино, речной подбассейн реки — Бассейны притоков Печоры до впадения Усы. Речной бассейн реки — Печора.
Код объекта в государственном водном реестре — 03050100112103000059447.